# Гастон Рамірес
Гастон Рамірес (ісп. Gastón Ramírez; нар. 2 грудня 1990, Фрай-Бентос) — уругвайський футболіст, півзахисник та нападник, відомий виступами за низку італійських і англійських клубних команд та національну збірну Уругваю.

## Клубна кар'єра
Народився 2 грудня 1990 року в місті Фрай-Бентос. Вихованець футбольної школи клубу «Пеньяроль». Дорослу футбольну кар'єру розпочав 21 березня 2009 року в основній команді того ж клубу в матчі чемпіонату проти «Дефенсор Спортінга». В складі «Пеньяроля» Рамірес провів півтора сезони, взявши участь у 30 матчах чемпіонату. Більшість часу, проведеного у складі «Пеньяроля», був основним гравцем команди, в тому числі й у сезоні 2009–10, за результатами якого «Пеньяроль» став чемпіоном країни.
До складу клубу «Болонья» приєднався в серпні 2010 року за 2,5 млн євро і за два наступних сезони встиг відіграти за болонську команду 58 матчів в Серії А.
31 серпня 2012 року Рамірес перейшов в англійський «Саутгемптон», підписавши контракт на 4 роки. За перший сезон 2012/13 Рамірес зіграв 26 матчів і забив 5 голів у чемпіонаті Англії, а в другому ще менше — 18 матчів і 1 гол. Через це на сезон 2014/15 Рамірес був відданий в оренду в «Галл Сіті», де став основним гравцем, проте не врятував «тигрів» від вильоту з Прем'єр-ліги.
Влітку 2015 року уругваєць повернувся до «Саутгемптона», проте до кінця року зіграв лише у 3 матчах чемпіонату і в січні 2016 року знову був змушений відправитись в оренду, цього разу до «Мідлсбро», який виступав у Чемпіоншипі. Загалом за півтора роки встиг відіграти за клуб з Мідлсбро 42 матчі в національному чемпіонаті.
4 серпня 2017 року за майже 10 мільйонів фунтів перейшов до італійської «Сампдорії». Протягом чотирьох сезонів був гравцем основного складу генуезької команди, залишив її влітку 2021 року після завершення контракту.

## Виступи за збірні
2009 року залучався до складу молодіжної збірної Уругваю, разом з якою брав участь у молодіжному чемпіонаті світу 2009 року. Всього на молодіжному рівні зіграв у 3 офіційних матчах.
8 жовтня 2010 року дебютував в офіційних матчах у складі національної збірної Уругваю в товариській грі зі збірною Індонезії, яка завершилася нищівною перемогою «селесте» з рахунком 7-1. Сам Рамірес вийшов у другому таймі матчу, замінивши Хорхе Фусіле.
2012 року захищав кольори олімпійської збірної Уругваю. У складі цієї команди провів 5 матчів, забив 2 голи і був учасником футбольного турніру на Олімпійських іграх 2012 року у Лондоні.
У складі національної збірної був учасником розіграшу Кубка конфедерацій 2013 року у Бразилії, на якому зіграв у двох матчах, а уругвайці дійшли до півфіналу. Так само 2 матчі зіграв і наступного року на ЧС-2014 у Бразилії, але уругвайці вилетіти на стадії 1/8 фіналу.
Загалом протягом дев'яти років провів у формі головної команди країни 43 матчі.

## Статистика виступів

### Статистика клубних виступів
| Сезон                                 | Команда                               | Чемпіонат                             | Чемпіонат | Чемпіонат | Національний кубок | Національний кубок | Національний кубок | Континентальні кубки | Континентальні кубки | Континентальні кубки | Інші змагання | Інші змагання | Інші змагання | Усього | Усього |
| Сезон                                 | Команда                               | Ліга                                  | Ігор      | Голів     | Ліга               | Ігор               | Голів              | Ліга                 | Ігор                 | Голів                | Ліга          | Ігор          | Голів         | Ігор   | Голів  |
| ------------------------------------- | ------------------------------------- | ------------------------------------- | --------- | --------- | ------------------ | ------------------ | ------------------ | -------------------- | -------------------- | -------------------- | ------------- | ------------- | ------------- | ------ | ------ |
| 2008–09                               | «Пеньяроль»                           | ПД                                    | 10        | 0         |                    |                    |                    | -                    | -                    | -                    | -             | -             | -             | 10     | 0      |
| 2009–10                               | «Пеньяроль»                           | ПД                                    | 20+3      | 6         |                    |                    |                    | -                    | -                    | -                    | -             | -             | -             | 23     | 6      |
| Усього за Чемпіонат Уругваю з футболу | Усього за Чемпіонат Уругваю з футболу | Усього за Чемпіонат Уругваю з футболу | 33        | 6         |                    | -                  | -                  |                      | -                    | -                    |               | -             | -             | 33     | 6      |
| 2010–11                               | «Болонья»                             | A                                     | 25        | 4         | КІ                 | 2                  | 3                  | -                    | -                    | -                    | -             | -             | -             | 27     | 7      |
| 2011–12                               | «Болонья»                             | A                                     | 33        | 8         | КІ                 | 0                  | 0                  | -                    | -                    | -                    | -             | -             | -             | 33     | 8      |
| Усього за «Болонью»                   | Усього за «Болонью»                   | Усього за «Болонью»                   | 58        | 12        |                    | 2                  | 3                  |                      | -                    | -                    |               | -             | -             | 60     | 15     |
| 2012–13                               | «Саутгемптон»                         | ПЛ                                    | 26        | 5         | КА+КЛ              | 0                  | 0                  | -                    | -                    | -                    | -             | -             | -             | 26     | 5      |
| 2013–14                               | «Саутгемптон»                         | ПЛ                                    | 18        | 1         | КА+КЛ              | 1+3                | 0+2                | -                    | -                    | -                    | -             | -             | -             | 22     | 3      |
| 2014–15                               | «Саутгемптон»                         | ПЛ                                    | 1         | 0         | КА+КЛ              | 0+1                | 0                  | -                    | -                    | -                    | -             | -             | -             | 2      | 0      |
| 2014–15                               | «Галл Сіті»                           | ПЛ                                    | 23        | 1         | КА+КЛ              | 0                  | 0                  | ЛЄ                   | 0                    | 0                    | -             | -             | -             | 23     | 1      |
| 2015–16                               | «Саутгемптон»                         | ПЛ                                    | 3         | 0         | КА+КЛ              | 0+2                | 0+0                | ЛЄ                   | 0                    | 0                    | -             | -             | -             | 5      | 0      |
| Усього за «Саутгемптон»               | Усього за «Саутгемптон»               | Усього за «Саутгемптон»               | 48        | 6         |                    | 7                  | 2                  |                      | -                    | -                    |               | -             | -             | 55     | 8      |
| січ.-черв. 2016                       | «Мідлсбро»                            | ЧФЛ                                   | 18        | 7         | КА+КЛ              | 0+0                | 0                  | -                    | -                    | -                    | -             | -             | -             | 18     | 7      |
| 2016–17                               | «Мідлсбро»                            | ПЛ                                    | 24        | 2         | КА+КЛ              | 2+0                | 0                  | -                    | -                    | -                    | -             | -             | -             | 26     | 2      |
| Усього за «Мідлсбро»                  | Усього за «Мідлсбро»                  | Усього за «Мідлсбро»                  | 42        | 9         |                    | 2                  | 0                  |                      | -                    | -                    |               | -             | -             | 44     | 9      |
| 2017–18                               | «Сампдорія»                           | A                                     | 37        | 3         | КІ                 | 3                  | 2                  | -                    | -                    | -                    | -             | -             | -             | 40     | 5      |
| 2018–19                               | «Сампдорія»                           | A                                     | 27        | 4         | КІ                 | 2                  | 0                  | -                    | -                    | -                    | -             | -             | -             | 29     | 4      |
| 2019–20                               | «Сампдорія»                           | A                                     | 26        | 7         | КІ                 | 1                  | 0                  | -                    | -                    | -                    | -             | -             | -             | 27     | 7      |
| 2020–21                               | «Сампдорія»                           | A                                     | 25        | 0         | КІ                 | 0                  | 0                  | -                    | -                    | -                    | -             | -             | -             | 25     | 0      |
| Усього за «Сампдорію»                 | Усього за «Сампдорію»                 | Усього за «Сампдорію»                 | 115       | 14        |                    | 6                  | 2                  |                      | 0                    | 0                    |               | -             | -             | 121    | 16     |
| Усього за кар'єру                     | Усього за кар'єру                     | Усього за кар'єру                     | 316+3     | 48        |                    | 17                 | 7                  |                      | 0                    | 0                    |               | -             | -             | 337    | 55     |

### Статистика виступів за збірну
| Дата       | Місто                  | Господарі | Результат             | Гості             | Турнір                       | Голи | Примітки  |
| ---------- | ---------------------- | --------- | --------------------- | ----------------- | ---------------------------- | ---- | --------- |
| 8-10-2010  | Джакарта               | Індонезія | 1 – 7                 | Уругвай           | товариський матч             | -    | 46'       |
| 12-10-2010 | Ухань                  | КНР       | 0 – 4                 | Уругвай           | товариський матч             | -    | 90'       |
| 18-11-2010 | Сантьяго               | Чилі      | 2 – 0                 | Уругвай           | товариський матч             | -    | 63'       |
| 25-3-2011  | Таллінн                | Естонія   | 2 – 0                 | Уругвай           | товариський матч             | -    | 55'       |
| 29-5-2011  | Зінсгайм               | Німеччина | 2 – 1                 | Уругвай           | товариський матч             | -    | 55'       |
| 8-6-2011   | Монтевідео             | Уругвай   | 1 – 1 д.ч. (4-3 п.п.) | Нідерланди        | товариський матч             | -    | 46'       |
| 2-9-2011   | Харків                 | Україна   | 2 – 3                 | Уругвай           | товариський матч             | -    | 63'       |
| 11-11-2011 | Монтевідео             | Уругвай   | 4 – 0                 | Чилі              | Відбір до ЧС 2014            | -    | 57'       |
| 29-2-2012  | Бухарест               | Румунія   | 1 – 1                 | Уругвай           | товариський матч             | -    |           |
| 25-5-2012  | Москва                 | Росія     | 1 – 1                 | Уругвай           | товариський матч             | -    | 77'       |
| 10-6-2012  | Монтевідео             | Уругвай   | 4 – 2                 | Перу              | Відбір до ЧС 2014            | -    | 60'       |
| 7-9-2012   | Барранкілья            | Колумбія  | 4 – 0                 | Уругвай           | Відбір до ЧС 2014            | -    | 59'       |
| 11-9-2012  | Монтевідео             | Уругвай   | 1 – 1                 | Еквадор           | Відбір до ЧС 2014            | -    | 90'       |
| 14-11-2012 | Гданськ                | Польща    | 1 – 3                 | Уругвай           | товариський матч             | -    | 46'       |
| 22-3-2013  | Монтевідео             | Уругвай   | 1 – 1                 | Парагвай          | Відбір до ЧС 2014            | -    | 67'       |
| 27-3-2013  | Сантьяго               | Чилі      | 2 – 0                 | Уругвай           | Відбір до ЧС 2014            | -    | 69'       |
| 5-6-2013   | Монтевідео             | Уругвай   | 1 – 0                 | Франція           | товариський матч             | -    | 46'       |
| 12-6-2013  | Сан-Кристобаль         | Венесуела | 0 – 1                 | Уругвай           | Відбір до ЧС 2014            | -    | 60'       |
| 17-6-2013  | Ресіфі                 | Іспанія   | 2 – 1                 | Уругвай           | Кубок Конфедерацій           | -    | 46'       |
| 23-6-2013  | Ресіфі                 | Уругвай   | 8 – 0                 | Таїті             | Кубок Конфедерацій           | -    | 69'       |
| 14-8-2013  | Повіт Міяґі            | Японія    | 2 – 4                 | Уругвай           | товариський матч             | -    | 62'       |
| 10-9-2013  | Монтевідео             | Уругвай   | 2 – 0                 | Колумбія          | Відбір до ЧС 2014            | -    | 71'       |
| 11-10-2013 | Кіто                   | Еквадор   | 1 – 0                 | Уругвай           | Відбір до ЧС 2014            | -    | 78'       |
| 15-10-2013 | Монтевідео             | Уругвай   | 3 – 2                 | Аргентина         | Відбір до ЧС 2014            | -    | 46'       |
| 13-11-2013 | Амман                  | Йорданія  | 0 – 5                 | Уругвай           | Відбір до ЧС 2014            | -    | 70'       |
| 20-11-2013 | Монтевідео             | Уругвай   | 0 – 0                 | Йорданія          | Відбір до ЧС 2014            | -    | 61'       |
| 5-3-2014   | Клагенфурт-ам-Вертерзе | Австрія   | 1 – 1                 | Уругвай           | товариський матч             | -    | 46'       |
| 31-5-2014  | Монтевідео             | Уругвай   | 1 – 0                 | Північна Ірландія | товариський матч             | -    | 65'       |
| 5-6-2014   | Монтевідео             | Уругвай   | 2 – 0                 | Словенія          | товариський матч             | -    | 46'       |
| 24-6-2014  | Натал                  | Італія    | 0 – 1                 | Уругвай           | ЧС 2014 - 1-й етап           | -    | 78'       |
| 28-6-2014  | Ріо-де-Жанейро         | Колумбія  | 2 – 0                 | Уругвай           | ЧС 2014 - 1/8 фіналу         | -    | 53'       |
| 13-10-2014 | Маскат                 | Оман      | 0 – 3                 | Уругвай           | товариський матч             | -    | 46'       |
| 13-11-2014 | Монтевідео             | Уругвай   | 3 – 3 (6-7 п.п.)      | Коста-Рика        | товариський матч             | -    | 80'       |
| 19-11-2014 | Сантьяго               | Чилі      | 1 – 2                 | Уругвай           | товариський матч             | -    | 63'       |
| 27-5-2016  | Ла-Плата (місто)       | Уругвай   | 3 – 1                 | Тринідад і Тобаго | товариський матч             | -    | 46'       |
| 5-6-2016   | Глендейл               | Мексика   | 3 – 1                 | Уругвай           | Копа Америка 2016 - 1-й етап | -    | 84'       |
| 9-6-2016   | Філадельфія            | Уругвай   | 0 – 1                 | Венесуела         | Копа Америка 2016 - 1-й етап | -    | 73'       |
| 13-6-2016  | Санта-Клара            | Уругвай   | 3 – 0                 | Ямайка            | Копа Америка 2016 - 1-й етап | -    | 74'       |
| 1-9-2016   | Мендоса                | Аргентина | 1 – 0                 | Уругвай           | Відбір до ЧС 2018            | -    | 70' 90+1' |
| 6-9-2016   | Монтевідео             | Уругвай   | 4 – 0                 | Парагвай          | Відбір до ЧС 2018            | -    | 56' 87'   |
| 11-11-2016 | Монтевідео             | Уругвай   | 2 – 1                 | Еквадор           | Відбір до ЧС 2018            | -    | 62'       |
| 16-11-2016 | Сантьяго               | Чилі      | 3 – 1                 | Уругвай           | Відбір до ЧС 2018            | -    | 65'       |
| 23-3-2018  | Наньнін                | Уругвай   | 2 – 0                 | Чехія             | товариський матч             | -    | 61'       |
| Усього     |                        | Матчів    | 43                    |                   | Голів                        | 0    |           |

## Титули і досягнення
- Чемпіон Уругваю (1):

«Пеньяроль»: 2009–10